# HMX-1
Pour les articles homonymes, voir HMX (homonymie).
Le Marine Helicopter Squadron One (HMX-1) est l'escadron du United States Marine Corps Aviation chargé du transport du président des États-Unis, du vice-président, des secrétaires à la Défense et à la Marine, des membres du cabinet présidentiel ou des personnalités étrangères. Il est directement subordonné au quartier-général de l'USMC et il relié au Bureau militaire de la Maison-Blanche.
Même si Marine One se réfère au seul aéronef du Corps des Marines à bord duquel se trouve le président des États-Unis, ce terme est désormais communément employé pour désigner les hélicoptères de la flotte présidentielle exploités par le HMX-1.

## Historique

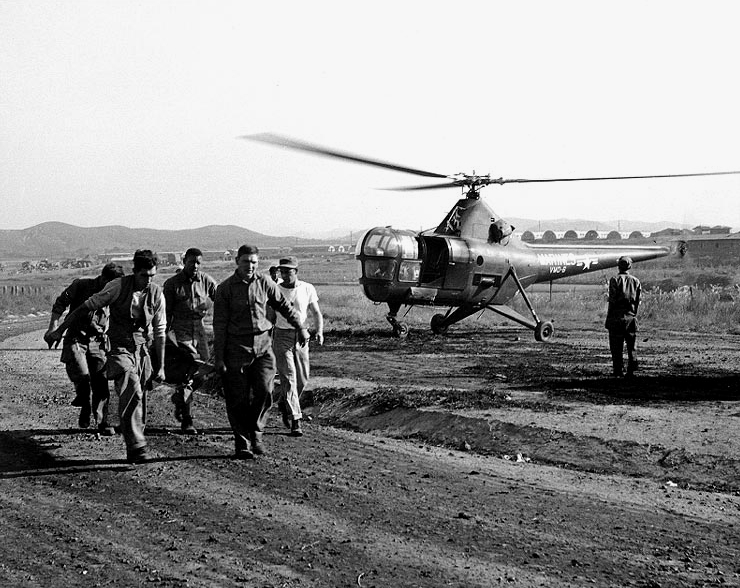
Blessé évacué depuis un HO3S du Marine Observation Squadron 6 en octobre 1950 en Corée du Sud.

En 1946, le général Roy Geiger observa les essais nucléaires sur l’atoll de Bikini et reconnut instantanément que les bombes atomiques pouvaient rendre les opérations amphibies difficiles en raison de la densité de troupes, navires et de logistique impliqués. Le commandant du corps des marines a convoqué un comité spécial dirigé par Robert E. Hogaboom (en) , qui a recommandé au corps des marines de développer des hélicoptères de transport militaire afin de permettre une attaque plus diffuse sur les rivages ennemis. Il leur a également recommandé de créer un escadron expérimental d'hélicoptères. Le HMX-1 a été mis en service le 1 et basé à Marine Corps Base Quantico, en Virginie, en raison de sa proximité relative avec les usines de Sikorsky et de Piasecki dans le Connecticut, et avec les écoles du Corps des Marines où la plupart du personnel initial viendrait. Ils ont exploité le Sikorsky HO3S-1 et le Piasecki HRP Rescuer (en) et ont effectué leur premier test de capacité en mai de la même année lorsque cinq hélicoptères de l'escadron ont transporté 66 Marines du pont du porte-avions d'escorte USS Palau (CVE-122) jusqu'au Camp Lejeune en Caroline du Nord. Alors que les hélicoptères d’essai ne pouvait transporter que trois Marines chacun et nécessitait plusieurs voyages, il indiquait les possibilités du concept. En 1948, les écoles du Corps des marines ont publié Opérations amphibies - Emploi d’hélicoptères (provisoire) ou Phib-31, le premier manuel destiné aux opérations aéromobiles. Les Marines ont utilisé le terme "enveloppement vertical" au lieu de "mobilité aérienne" ou " assaut aérien ". Le HMX-1 a effectué le premier mouvement de troupe depuis le pont d'un porte-avions vers un autre navire lors d'un exercice en mai 1948.
Après le début de la guerre de Corée, quatre hélicoptères HO3S-1 du HMX-1 ont été rattachés en août au Marine Observation Squadron 6 (VMO-6 (en)) et envoyés pour aider la 1re brigade provisoire de Marine lors de la bataille de Pusan en 1950. Ils ont été utilisés pour l'observation et le contrôle du champ de bataille ainsi que pour l'évacuation médicale et le sauvetage des aviateurs. Pendant la bataille du réservoir de Chosin, ils ont été utilisés pour assurer la liaison entre les différentes unités de Marines attachées le long du bord occidental du réservoir de Chosin. Les exigences de la guerre de Corée dépassaient les exigences de la marine en matière de formation, de sorte que le HMX-1 fut mis au service du commandement de la formation pendant les premières années de la guerre. Ils ont formé le noyau de pilotes qui formeraient le HMR-161 (en), le premier escadron de transport d'hélicoptères de marine.

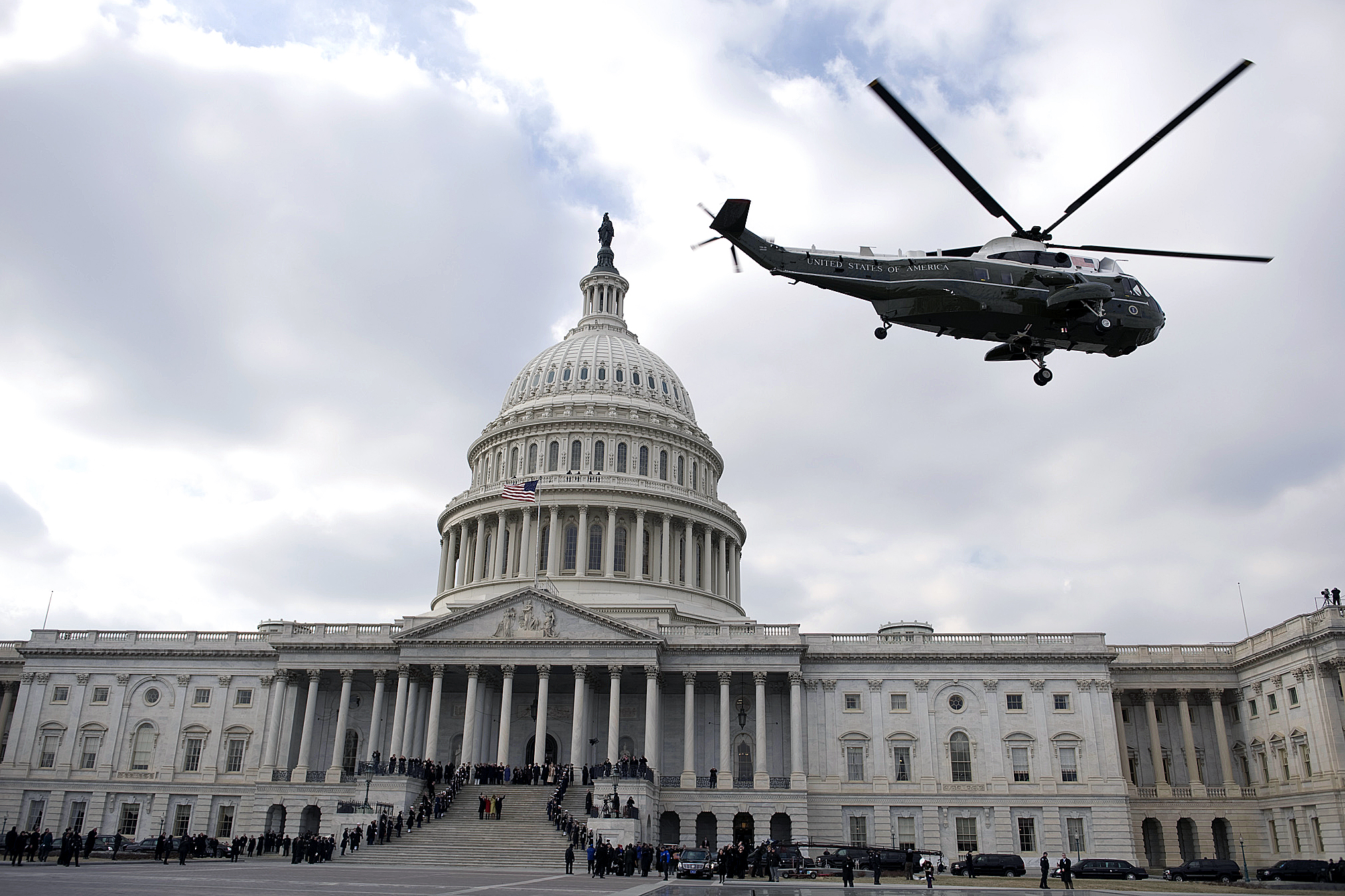
George W. Bush quittant le Capitole après l'investiture de Barack Obama le 20 janvier 2009. N'étant plus président depuis quelques minutes, l'hélicoptère VH-3 Sea King porte curieusement le code dExecutive One.

La première utilisation d'un hélicoptère pour un transport présidentiel date de 1957, quand Dwight D. Eisenhower voyagea à bord d'un H-13 Sioux. Le président cherchait alors un moyen rapide pour aller et repartir de sa résidence d'été sur l'île Aquidneck dans l'État du Rhode Island. Il devait alors pour revenir à la Maison-Blanche, prendre le ferry pendant une heure puis Air Force One pour un vol de 45 min jusqu'à la base aérienne d'Andrews pour enfin rejoindre la Maison Blanche en 30 min par convoi automobile. Eisenhower demanda donc à son équipe un mode de transport alternatif. Un UH-34 Sioux des Marines fut donc stationné à la base aéronavale de Quonset Point, non loin d'Aquidnek Island. Il put amener le président à Air Force One en moins de 7 minutes. Ce premier aéronef manquait de confort et sans comparaison avec ses modernes successeurs équipés eux d'air climatisé et de toilettes. Peu de temps après, le conseiller naval du président demanda au HMX-1 d'évaluer un atterrissage sur la pelouse sud de la Maison Blanche. Les essais furent concluants, l'espace de manœuvre largement suffisant et un protocole fut établi, traçant l'utilisation future de Marine One.
En 1958, le H-13 fut remplacé par le H-34, et en 1961 par le Sea King VH-3A.

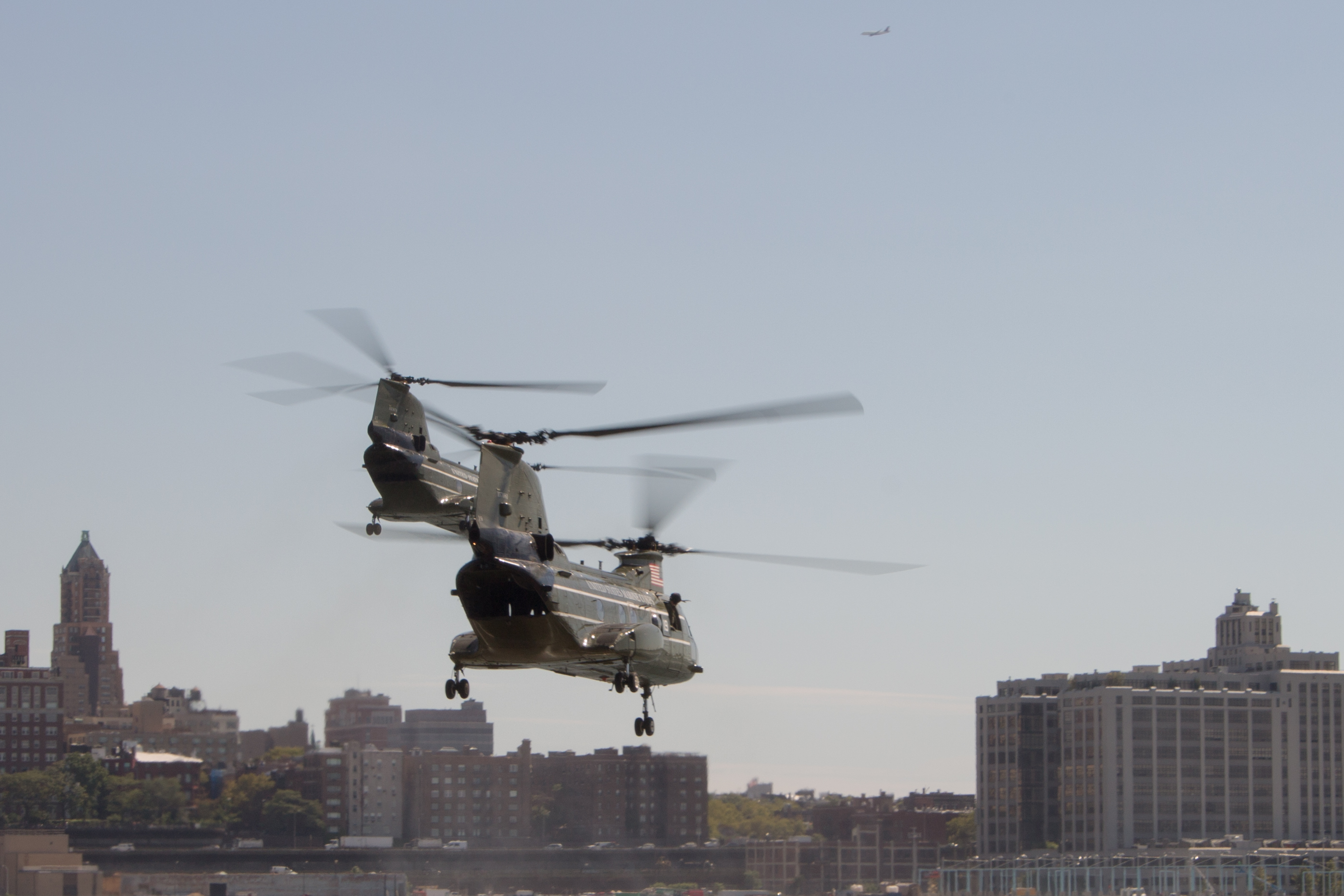
Deux VH-46F, version du Boeing CH-46 Sea Knight, a New-York en 2011.

Jusqu'en 1976, le Corps des Marines partageait la responsabilité du transport en hélicoptère du président avec l'United States Army. Les hélicoptères de l'armée utilisaient alors le code Army One quand le président était à bord. Pour augmenter la sécurité de Marine One, chaque membre du HMX-1 doit passer un Yankee White (en), une enquête poussée sur sa personne, avant de pouvoir s'approcher de n'importe quel hélicoptère utilisé pour le transport présidentiel.

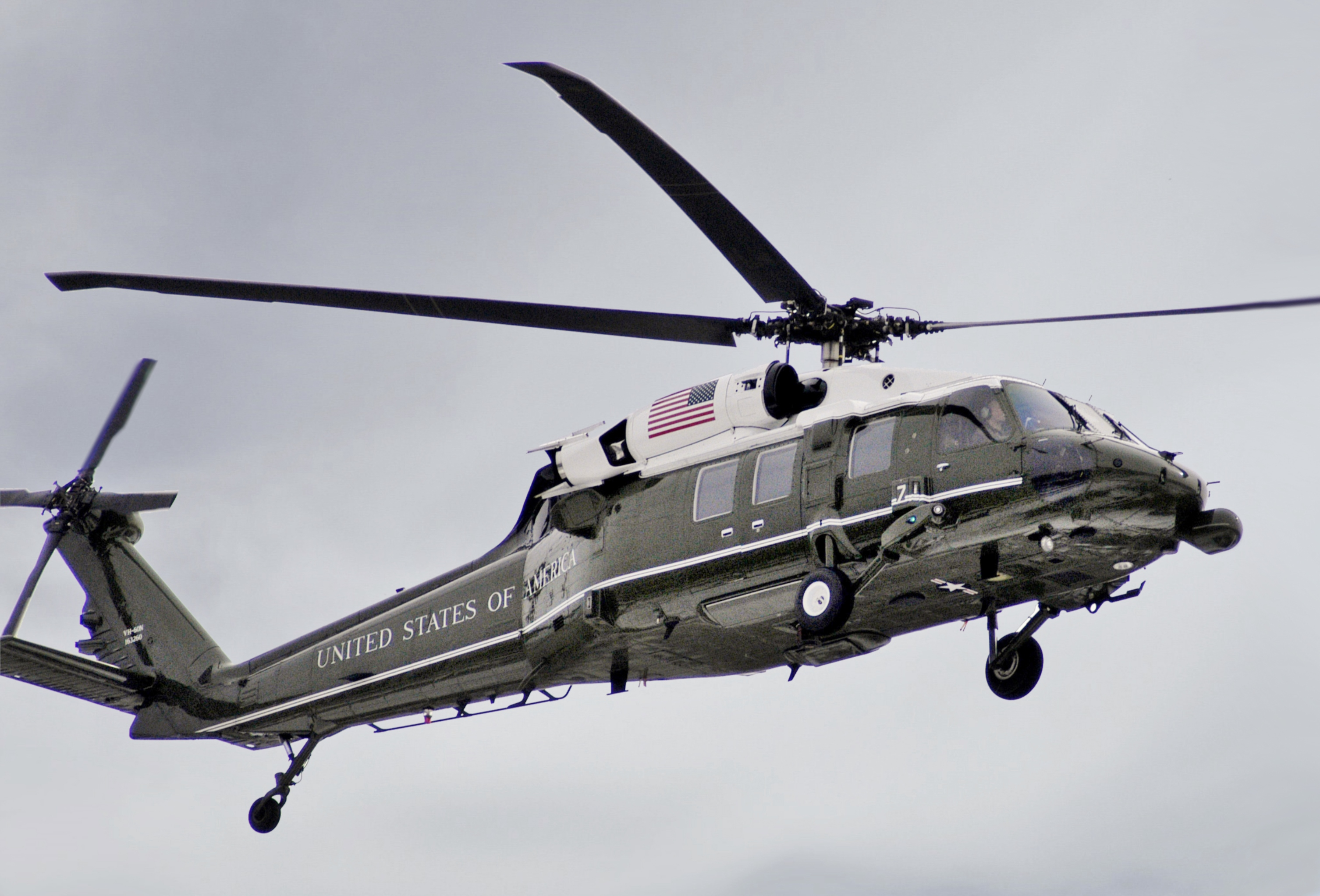
Un VH-60 Whitehawk en 2017.

À partir de 1989, les VH-53D furent remplacés par de plus petits VH-60N.

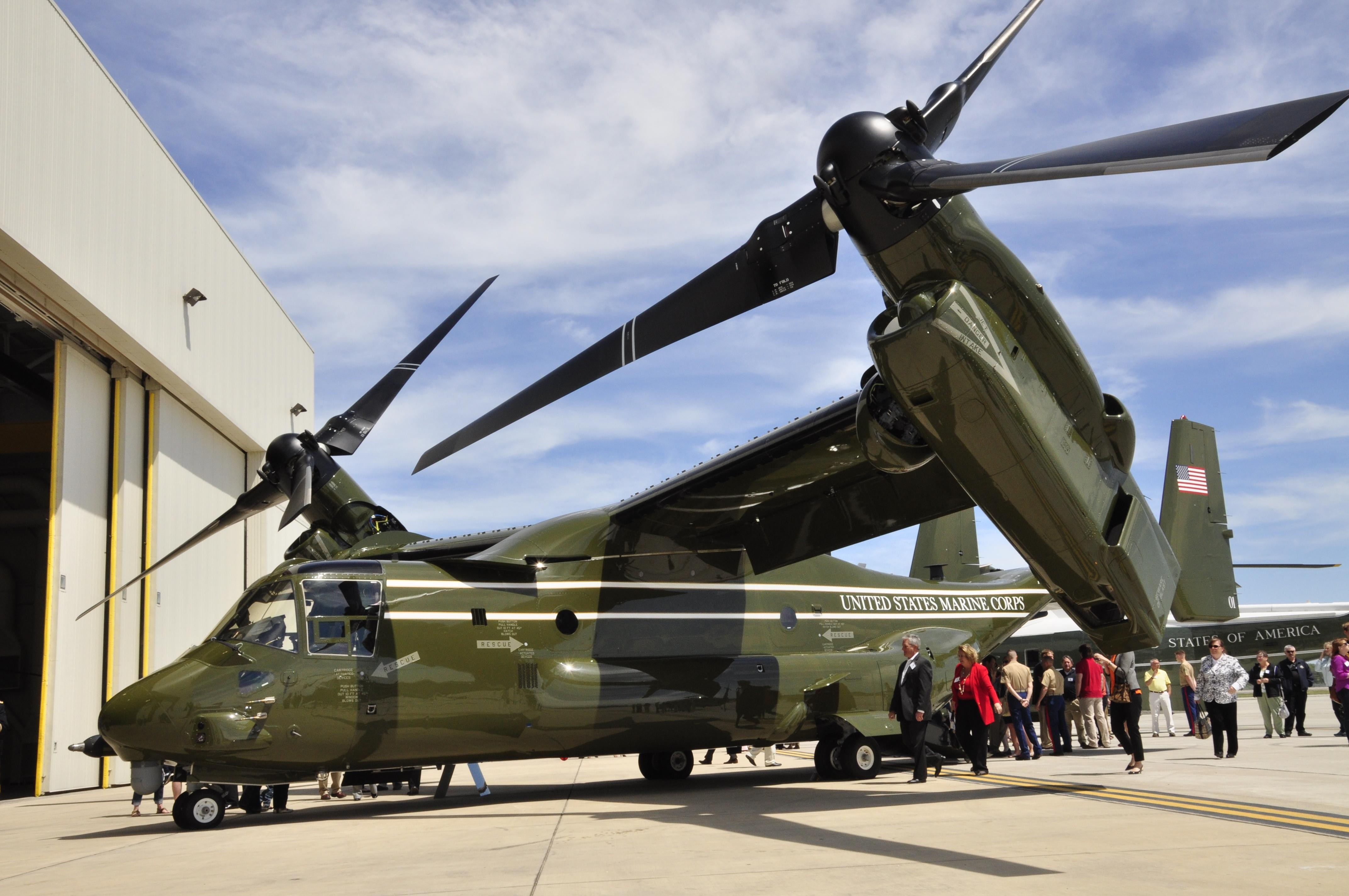
Le premier MV-22B sous la livrée du HMX-1 le 4 mai 2013.

Un petit nombre d  VH-46F, une version du Boeing CH-46 Sea Knight, utilisé en soutien est utilisé jusqu'à leur retrait le 1er août 2015.
Une flotte de douze avions convertibles MV-22B les remplaçant est utilisée depuis le 26 avril 2013. Cependant, l'US Marine Corps précise que la mission d'appui présidentiel, transport du personnel et des médias accompagnateurs, ne comporte pas le transport du président lui-même.

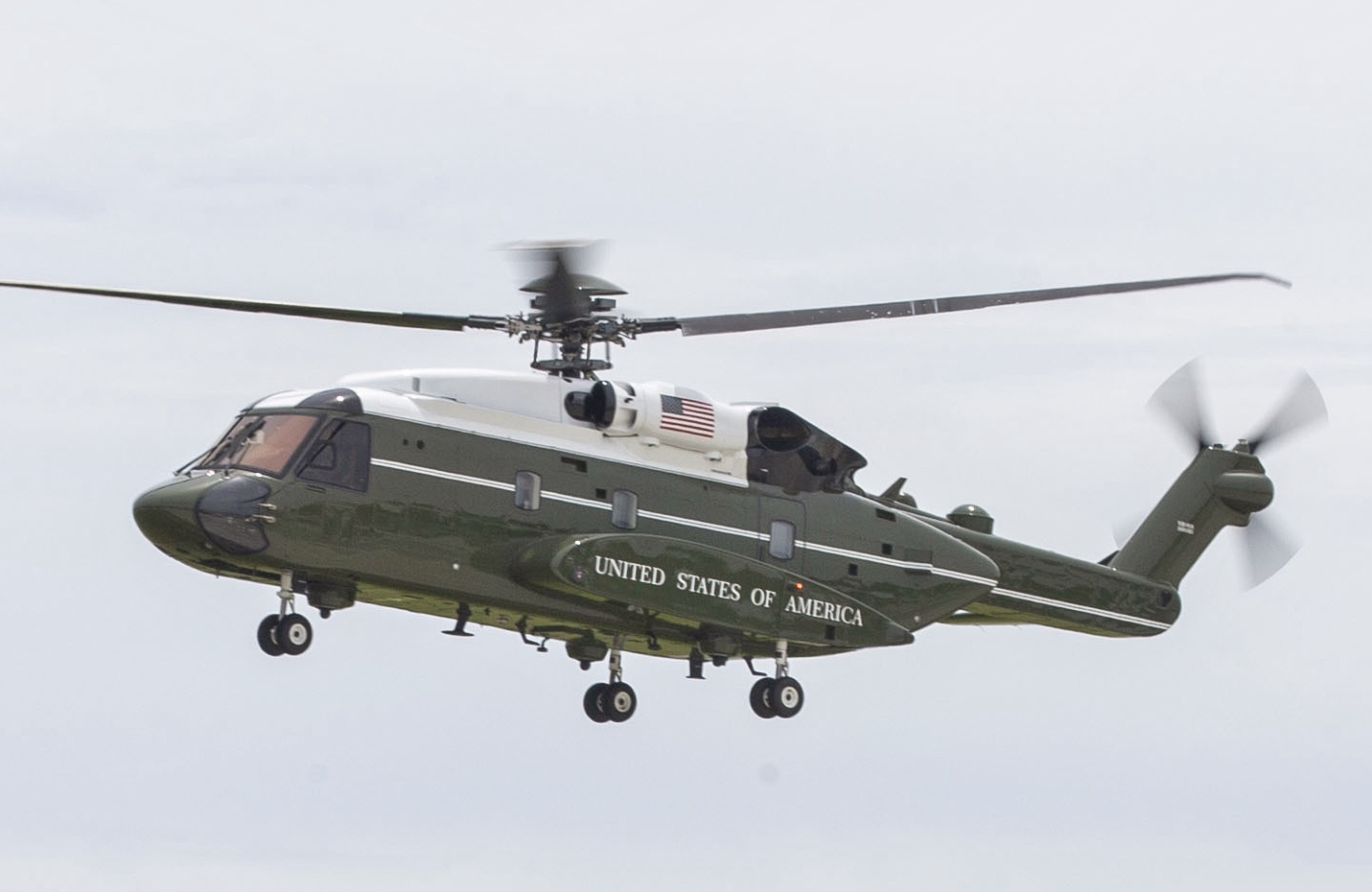
Un VH-92 en février 2023.

Dans le cadre du programme VXX (Presidential Helicopter Replacement Program), après l'abandon du projet du Lockheed Martin VH-71 Kestrel en 2009, l'United States Navy a choisi le VH-92, une version du Sikorsky S-92 du constructeur Sikorsky. On prévoyait alors 21 hélicoptères Sikorsky VH-92 Patriot (en) et 2 CH-92A d'entrainement devraient être livrés au Marine Helicopter Squadron One entre 2019 et 2023, avec une première livraison de six VH-92 et de deux simulateurs d'ici 2020. Les premiers exemplaires sont testés fin 2018 et cet appareil remplacera tous les autres hélicoptères alors en service. En aout 2024, si le dernier appareil est livré, il est toujours en essais et le vol inaugural du VH-92 en tant que Marine One a lieu le 19 août 2024 lorsqu'il transporte Joe Biden de l'Aéroport international O'Hare de Chicago a Soldier Field pour la convention nationale du parti démocrate de 2024.

## Organisation
Sa base est établi sur la Marine Corps Air Facility Quantico (en) au Marine Corps Base Quantico.
Elle a des détachements sur une base à Washington, DC, anciennement Naval Support Facility Anacostia nommée depuis 2010 Joint Base Anacostia–Bolling (en) et sur la base aérienne d'Andrews dans le Maryland, à une quinzaine de kilomètres au sud-est de Washington, DC et de la Maison-Blanche, qui abrite la 89e escadre de transport aérien de l'Air Mobility Command qui gère Air Force One.

## Appareils
33 appareils en 2018, 33 appareils prévus en 2023 :
- VH-3D : 11, entré en service en 1978, devait être retiré entre l’année fiscale 2020 et 2022 mais toujours en service en juin 2024;
- VH-60N : 8, entré en service en 1989, devant être retiré entre l’année fiscale 2021 et 2022;
- VH-92A : 0, 21 devant entrer en service entre l'année fiscale 2019 et 2024, deux autres servant d'engins d'essais ;
- UH-60N : 1, devant être retiré durant l'année fiscale 2022;
- UH-3D : 1, devant être retiré durant l'année fiscale 2021;
- MV-22B : 12, entré en service en 2013.

La livrée des aéronefs n'a pas changé depuis leur utilisation comme transport présidentiel, restant dans une couleur vert foncé avec le haut du fuselage blanc. L'inscription « United States of America » court sur la partie arrière. Des deux côtés du fuselage figurent le drapeau américain et le sceau du président des États-Unis.